# Битбург
Битбург (нем. Bitburg) — город в Германии, районный центр, расположен в земле Рейнланд-Пфальц. 
Входит в состав района Айфель-Битбург-Прюм.  Население составляет 12 734 человека (на 31 декабря 2010 года). Занимает площадь 47,54 км². Официальный код  —  07 2 32 018.

## История
После окончания Второй мировой войны и до 1955 года Битбург являлся штабом люксембургских оккупационных войск в Германии, будучи частью люксембургской зоны оккупации в составе французской зоны.
5 мая 1985 президент США Рейган посетил концентрационный лагерь Берген-Бельзен. На мемориальном кладбище он провёл 8 минут и возложил венок вместе с Гельмутом Колем и 90-летним генералом армии США Мэтью Риджуэем.
Визит подвергся критике со стороны еврейского сообщества в США и в мире после того, как выяснилось, что среди 2000 захороненных в Битбурге немецких военнослужащих были 49 солдат войск СС - военизированного крыла нацистской Германии.

## Фотографии
- Церковь Богоматери
- Фонтан на конном рынке
- Вокзал

## Известные уроженцы
- Барр, Жан-Марк (род. 1960) — французский актёр и режиссёр.
- Симонс, Матиас (1802—1874) — люксембургский государственный и политический деятель. Премьер-министр Люксембурга.

## Города-побратимы
- Арлон (нидерл. Aarlen, нем. Arel), Бельгия
- Бад-Кёстриц (нем. Bad Köstritz), Тюрингия, Германия
- Дикирх (люкс. Dikrech), Люксембург
- Ретель (фр. Rethel), Франция
- Шелбивилль (англ. Shelbyville), Кентукки, США